# ホテル サンライズHND〜最後のステイ〜
『ホテル サンライズHND〜最後のステイ〜』（ホテル・サンライズ羽田〜最後のステイ〜）は、2005年3月31日の21:00-22:54にテレビ東京で放送されたドラマである。

## 概要
4つの物語で構成されたオムニバスドラマである。舞台は羽田空港近くの高級ホテル「サンライズ」。このホテルは老舗ホテルであるが閉館を明日に控えている。そんな最後の日に個性豊かな客が555号室、666号室、777号室、888号室計4部屋に宿泊する。客は以前ホテルに泊まりにきた常連客、たまたまやってきた新規客、ホテルの部屋に潜む者などがいた。そんな彼らが巻き起こす騒動を描いている。放送終了後ポニーキャニオンがDVD制作をして販売した。

## 出演者
- ホテル支配人：大杉漣

- 555号室『LOSTMAN』
  - 今田耕司
  - 麻生祐未
  - 杏さゆり
  - 脚本　小原信治
  - 脚本・演出　薗田賢次

- 666号室『TRIPLE SIX』
  - 平山あや
  - 加藤夏希
  - 脚本・演出　二階健

- 777号室『伝説の男』
  - ユースケ・サンタマリア
  - 松尾スズキ
  - 蒼井優
  - 脚本　赤堀雅秋
  - 脚本・演出　大根仁

- 888号室『妻の本音』
  - 野際陽子
  - 北村総一朗
  - 脚本　加藤竜士
  - 脚本・演出　堤幸彦

## スタッフ
- 原案：堤幸彦
- 音楽：近藤由紀夫、小西香葉
- 企画：井澤昌平（テレビ東京）、秋山創一（電通）、長坂信人
- プロデューサー：岡部紳二（テレビ東京）、小林美穂、赤羽智比呂
- コンテンツプロデューサー：柳原雅美（テレビ東京）、田中俊太郎（電通）、マツモトジュンイチ
- 技術協力：池田屋、TAMCO
- 照明協力：童夢
- ポスプロ：クロースタジオ
- 美術協力：フジアール
- 製作：テレビ東京、オフィスクレッシェンド